# 葉里門多區
51°37′08″N 73°05′46″E / 51.619°N 73.096°E

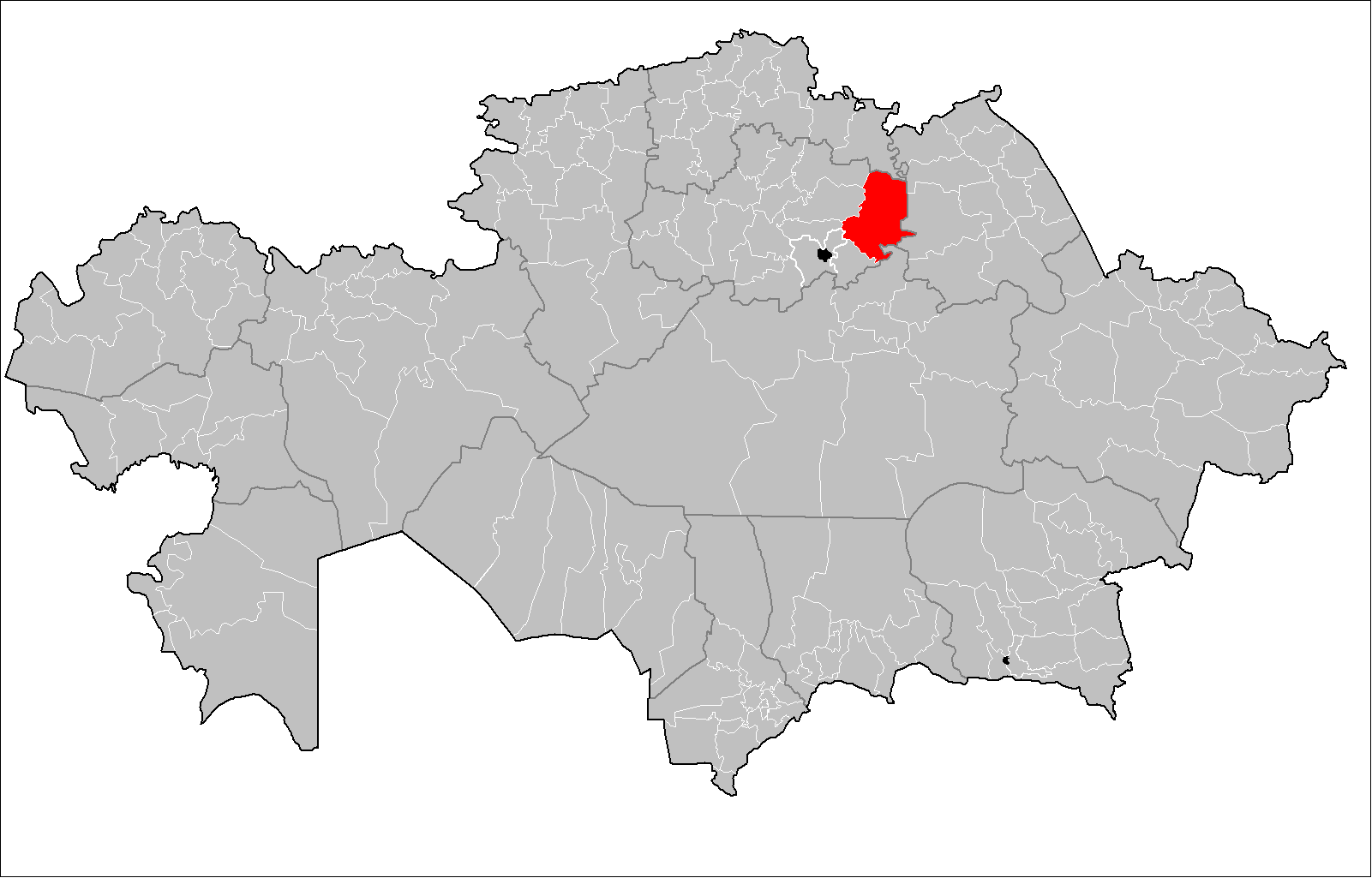

葉里門多區是哈薩克斯坦的行政區，位於該國北部，由阿克莫拉州負責管轄，首府設於葉里門多，始建於1932年，面積17,500平方公里，2013年人口30,413。